# Dasybasis neolatifrons
Dasybasis neolatifrons är en tvåvingeart som först beskrevs av Ferguson och Hill 1922.  Dasybasis neolatifrons ingår i släktet Dasybasis och familjen bromsar. Inga underarter finns listade i Catalogue of Life.